# 阿耳忒弥斯计划
阿耳忒弥斯登月计划是一项機器人的和人類的國際合作探索月球计划，由美国国家航空航天局（NASA）主導的月球探索計劃，於2017年正式啟動。有8個合作機構：欧洲空间局、日本宇宙航空研究開發機構、德国航空航天中心、意大利航天局、以色列航天局 、加拿大太空局、英國航天局和阿聯穆罕默德·本·拉希德太空中心。阿耳忒弥斯計劃將自1972年阿波羅17號任務以來首次在月球上重建人類存在。 該計劃的既定長期目標是在月球上建立一個永久基地，並促進人類前往火星的任務。
阿耳忒彌斯計畫的兩個主要要素源自於現已取消的星座計畫：獵戶座飛船、和太空發射系統（作為戰神五號運載火箭的后继者）。該計劃的其他部分，例如月球門戶太空站和人類登陸系統（HLS），正在由政府航天機構和私營航天公司開發。這種合作受到《阿尔忒弥斯协定》和政府合約的約束。
獵戶座飛船的首次發射和首次使用太空發射系統最初定於2016年，但面臨多次延誤；2022年作為无人的阿耳忒弥斯1號任務發射，搭載機器人和人體模型。截至2025年4月，按照計劃，阿提米絲2號載人發射將於2026年進行，阿提米絲3號載人登月計劃將於2027年進行，阿提米絲4號將於2028年與月球門戶對接，阿提米絲5號將於2030年初與欧洲空间局的ESPRIT、加拿大的Canadarm3和NASA的月球地形車進行對接，而阿提米絲6號的對接預計將在2031年初將科學氣閘與月球門戶整合在一起。之後，NASA預計從那時起，每年都會進行月球登陸。 然而，一些觀察家指出，由於美国国家航空航天局對承包商管理不善，該計劃的成本和時間表可能會超支和延遲。
其中，阿提米絲3號会将第一位女性和第一位有色人种送至月球，也是首次多國合作登月。

## 命名
该计划以希腊神话中月神阿尔忒弥斯命名，她是太阳神阿波罗的孪生姐姐，此前美国的登月计划叫阿波罗计划（1961–1972年）。

## 概述

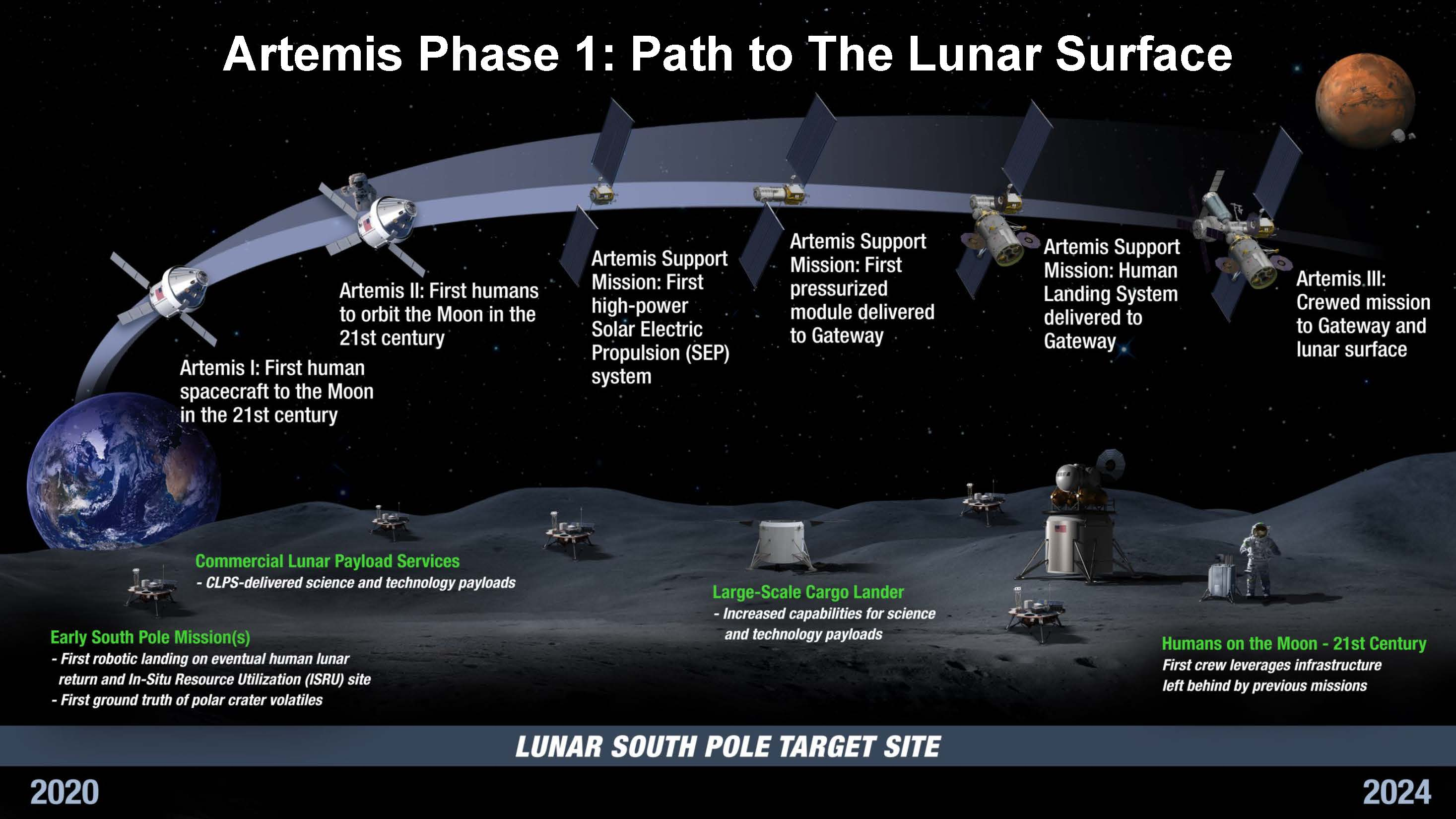
計劃中的阿耳忒弥斯任務

阿耳忒彌斯計劃是圍繞著一系列太空發射系統（SLS）任務組織的。這些太空任務的複雜性將增加，並計劃每隔一年或更長時間進行一次。 美國太空總署及其合作夥伴已計劃執行阿提米絲1號至阿提米絲5號任務；後來的阿提米絲任務也被提出。每個太空發射系統任務的重點是發射運載猎户座飞船的太空發射系統運載火箭。阿提米絲2號之後的任務將依賴其他組織和太空船發射的支援任務來實現支援功能。

## 歷史

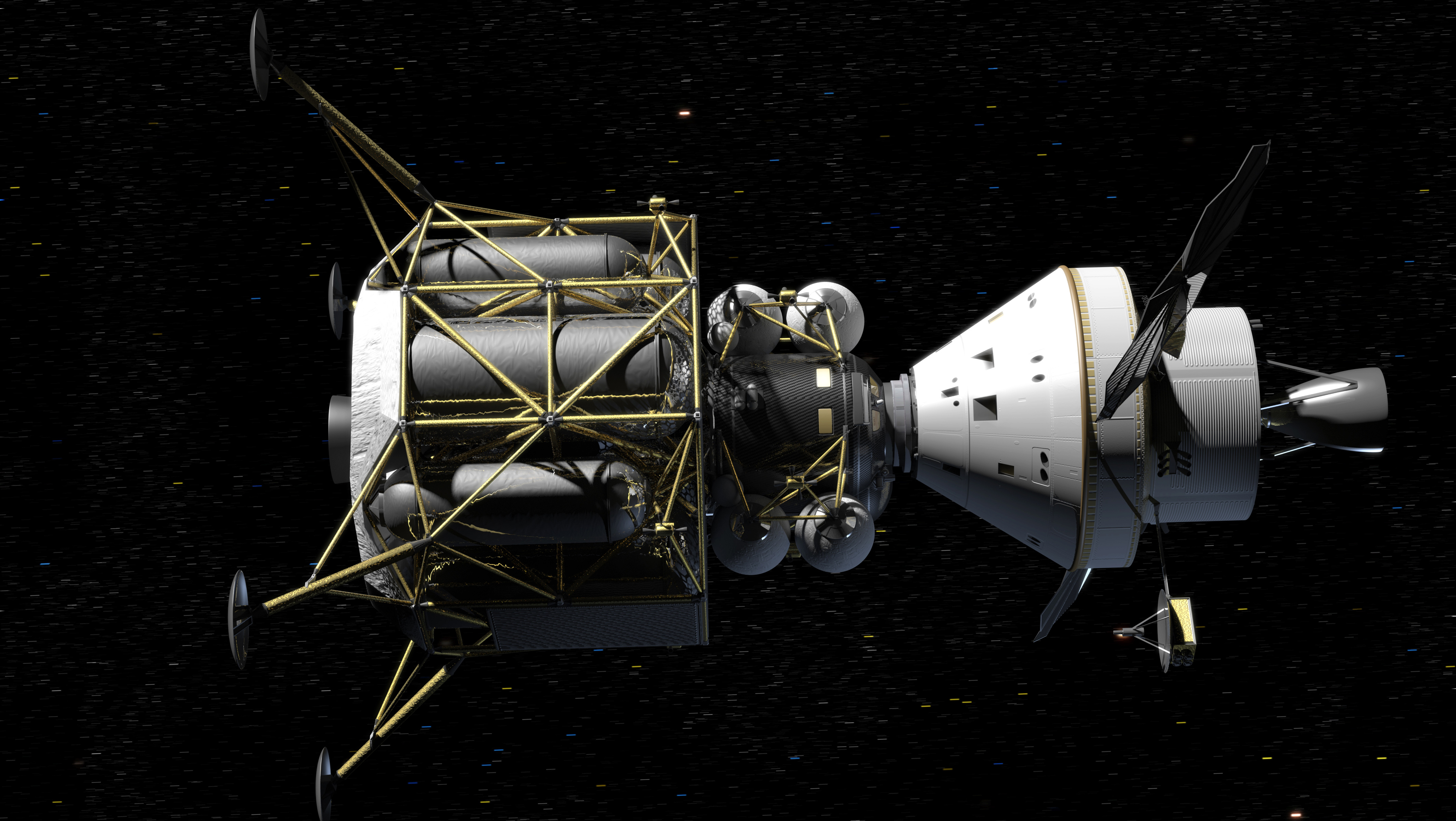
藝術家對星座計畫登月艙（左）和太空艙的渲染

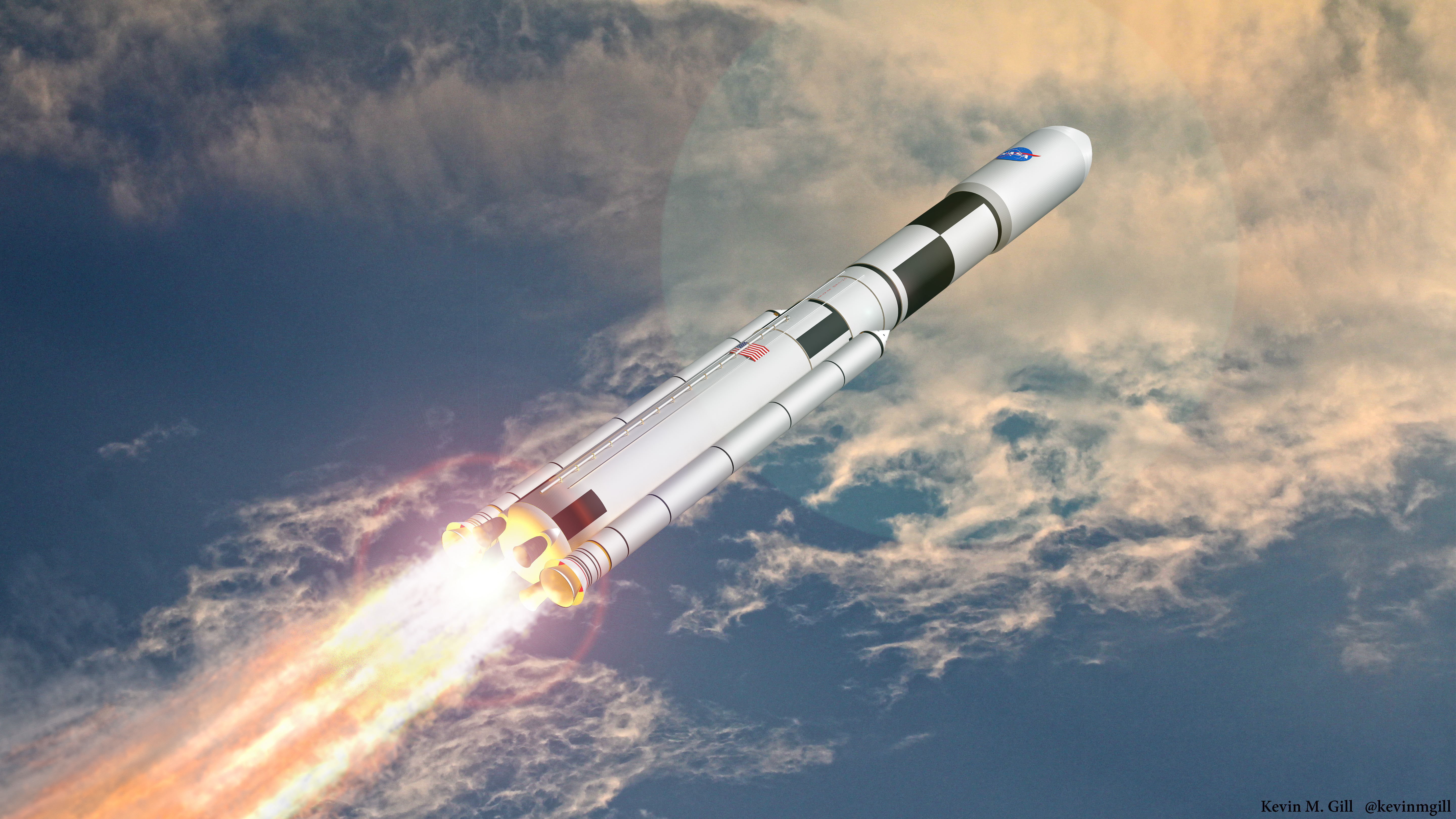
SLS發射的藝術想像圖

### 早期歷史
阿耳忒彌斯計畫包含了先前取消的美國太空總署計畫和任務的幾個主要組成部分，包括星座计划和小行星重定向任務。星座计划最初由美國太空總署 2005 年授權法案立法，包括戰神一號運載火箭、戰神五號運載火箭和獵戶座載人探索飛行器的開發。該計劃從2000年代初期一直持續到2010年。
2009年5月，巴拉克·歐巴馬總統成立了奧古斯丁委員會 （Augustine Committee），以考慮多項目標，包括支持國際太空站、發展近地軌道以外的任務（包括月球、火星和近地天体）以及利用商業航太工業在規定的預算範圍內。該委員會得出的結論是，星座计划資金嚴重不足，2020年登月是不可能的，星座计划隨後被擱置。
2017年6月30日，唐納德·川普總統簽署行政命令，重建國家太空委員會，由副總統邁克·彭斯擔任主席。川普政府的第一個預算請求保留了奧巴馬時代的載人航天計劃：商業補給服務、商業載人發展、太空發射系統和用於深空任務的獵戶座航天器，同時減少地球科學研究並呼籲撤销美國太空總署的教育辦公室。

### 重新定義並命名為阿尔忒弥斯
2017年10月，美国国家航空航天局正式宣布将实施阿尔忒弥斯计划，其目标是在2024年前将美国航天员送上月球，并在2028年前于月球表面建立永久基地，为登陆火星和更深层次的深空探测任务奠定基础。
2019年5月，美国总统唐纳德·特朗普表示，将全力支持阿耳忒弥斯计划，争取2024年实现重返月球，並盡快實現人類長期居住在月球等初步目標。
2020年5月，美国公布《阿尔忒弥斯协定》，为协定缔约国提出月球探测和外空资源开发的共同原则。2021年2月，拜登政府決定支持NASA繼續進行此計劃。同年4月，NASA公佈與SpaceX簽定合約，並批出29億美元，用於研發及生產2艘登月船。不過，競爭對手藍色起源及Dynetics隨即向問責署提出抗議。之后NASA也暂停了与SpaceX的合作工作。
2021年11月9日，美国国家航空航天局宣布推迟载人登月计划至2025年。

### 阿提米絲1號 （2022年）

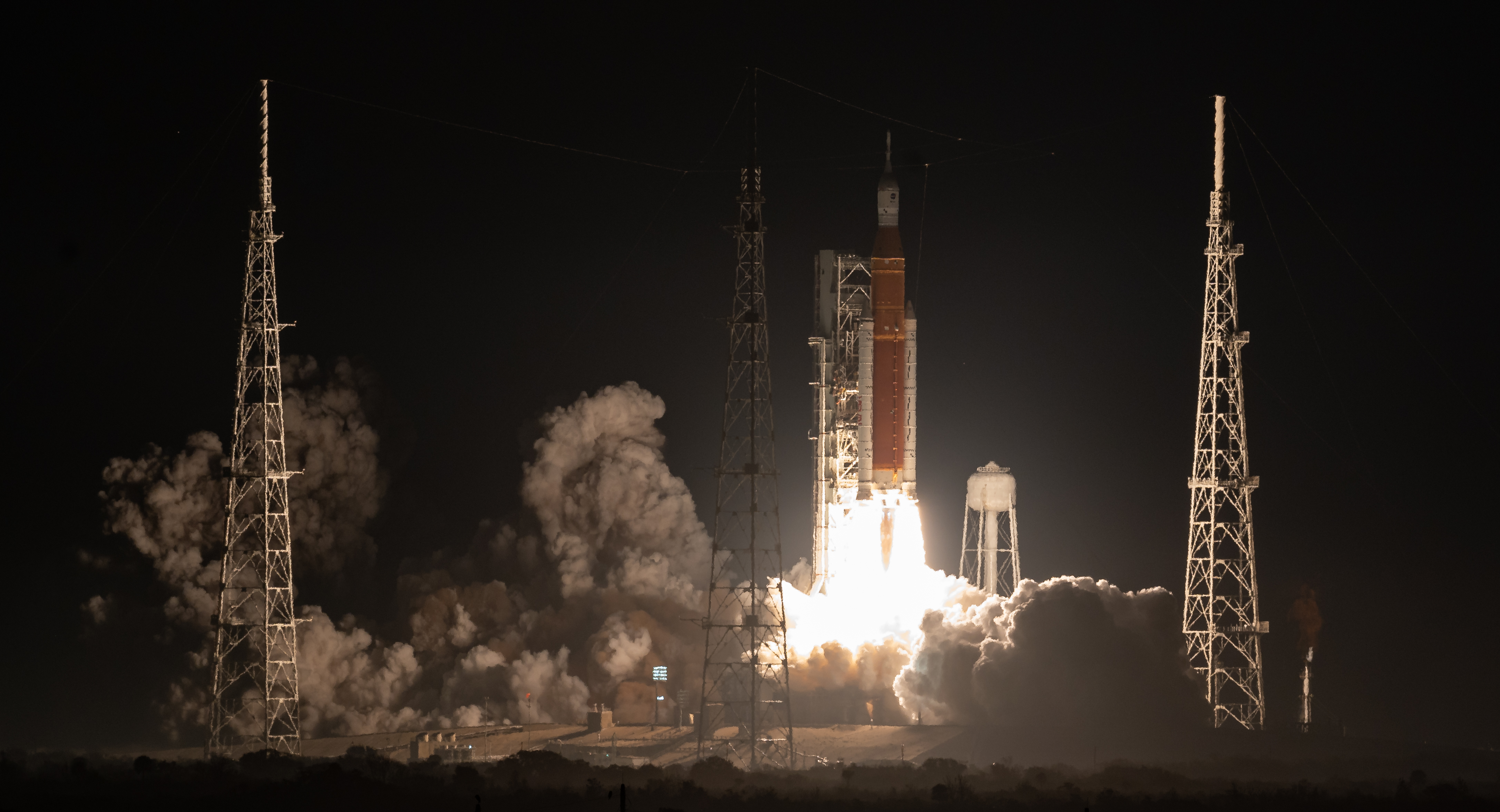
阿提米絲1號从甘迺迪太空中心39B号发射台（LC-39B）發射升空。

2022年8月29日，在火箭的四个核心级发动机之一的氢排放管线出现问题后，NASA 取消了发射阿耳忒弥斯1号的尝试。下一次发射窗口为9月3号。
2022年9月3日，因氢泄漏，NASA 再次取消发射阿耳忒弥斯1号的尝试。
2022年11月16日，NASA在肯尼迪航天中心成功发射阿尔忒弥斯1号登月火箭。
阿耳忒彌斯1號於12月11日太平洋標準時間09:40（世界標準時間17:40）完成，當時獵戶座飛船在一次破紀錄的任務後濺落在加利福尼亞州以西的太平洋，在安全返回地球之前，阿耳忒彌斯的繞月路徑超過140萬英里。這次降落距離美國太空總署阿波罗17号登月（最後一次登陸月球表面的載人任務）已有50年了。

### 阿提米絲2號 （2026年）
截至2024年12月，阿提米絲2號計畫於2026年4月發射載人飛越月球。該任務的歐洲服務模組已於2023年完成並移交給NASA。 阿提米絲2號的獵戶座模組測試正在進行中。2024年4月，洛克希德預計在9月之前移交獵戶座艙。據宣布，獵戶座模組已於2024年4月成功完成電磁測試，此後該模組將進行進一步的工作，為2024年夏季的額外測試做準備。美国宇航局监察长办公室於 2024年5月1日發布的報告稱，只要對獵戶座隔熱罩採取糾正措施，任務仍按計畫進行。阿提米絲2號機組人員計劃在發射前進行一系列訓練和模擬，第一次訓練和模擬於2024年5月進行。

#### 機組人員

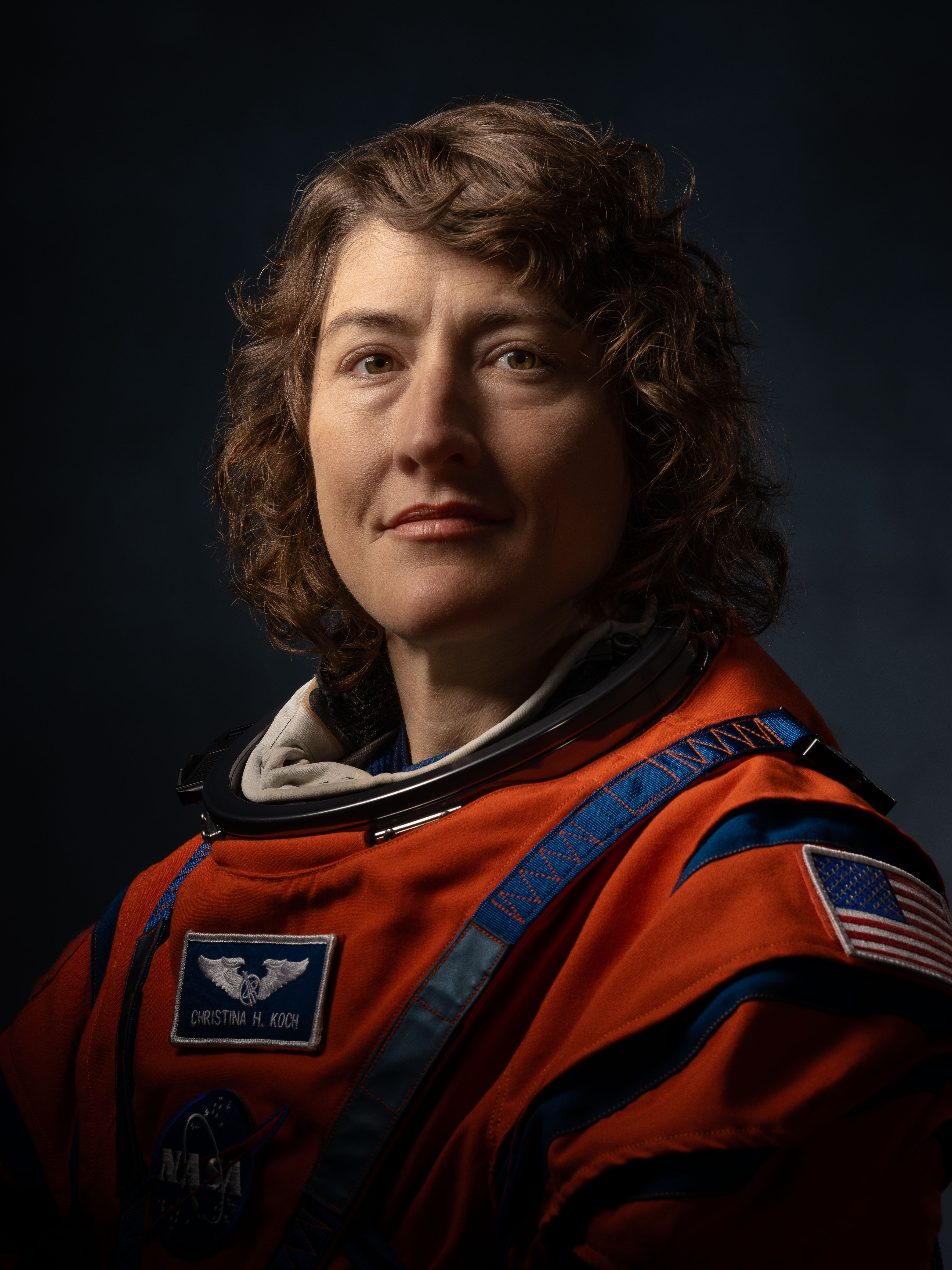
克里斯蒂娜·科赫

| 岗位     | 宇航員                          | 宇航員                          |
| -------- | ------------------------------- | ------------------------------- |
| 指令长   | 里德·怀斯曼，NASA 第2次飞行     | 里德·怀斯曼，NASA 第2次飞行     |
| 驾驶員   | 维克多·格洛弗，NASA 第2次飞行   | 维克多·格洛弗，NASA 第2次飞行   |
| 載荷專家 | 克里斯蒂娜·科赫，NASA 第2次飞行 | 克里斯蒂娜·科赫，NASA 第2次飞行 |
| 任務專家 | 傑瑞米·漢森，CSA 第1次飞行      | 傑瑞米·漢森，CSA 第1次飞行      |

### 阿提米絲3號 （2027年）
阿提米絲3號預計將於2027年中期發射，成為阿波羅17號以來首次載人登陸月球。2024 年 2 月，NASA 完成了星艦人類登陸系統對接系統的全面資格測試。同樣在 2 月份，任務中使用的 SLS 核心級的大部分製造工作已經完成。 2024年4月，NASA宣布成功完成星艦首次內部推進劑轉移展示。星艦的加油機變體能夠充當星艦人類登陸系統的軌道推進劑庫（Orbital propellant depot），這是完成阿提米絲3號任務所需的關鍵能力。預計將於 2025 年進行船對船推進劑轉移演示，以進一步證明該能力。據報道，用於該任務的歐洲服務模組預計將在 2024 年夏季移交給 NASA。

### 阿提米絲4號 （2028年）
阿提米絲4號預計將於 2028 年 9 月發射。在發射任務之前，獵鷹重型火箭計畫發射前兩個月球門戶太空站元件：動力和推進元件以及居住和後勤前哨站，目前計劃於 2025 年末發射。然後，阿提米絲4號將負責與國際居住模組 （I-Hab） 一起發射，並將模組新增至月球門戶。

### 阿提米絲5號 （2030年）
阿提米絲5號預計將於2030 年3 月發射。該任務將使用太空發射系統火箭和獵戶座太空船將4名太空人發射到月球門戶太空站，這將是阿耳忒彌斯計畫的第三次登月。此外，阿提米絲5號也將向月球門戶太空站交付兩個新元件。與門戶對接後，兩名太空人將登上蓝月着陆器，將其飛至月球南極，並在月球地形車（Lunar Terrain Vehicle）附近著陸。這將是自阿波羅17號以來首次使用無壓月球車（an unpressurized lunar rover）的登月。

### 阿提米絲6號 （2031年）
阿提米絲6號 預計將於 2031 年 3 月發射。據NASA稱，這項任務的主要目標是將載人艙和科學氣閘艙與月球門戶太空站整合，並完成阿耳忒彌斯任務的第四次載人月球表面探險。截至 2024 年，穆罕默德·本·拉希德航太中心正在建造氣閘艙。

## 航天器

### 獵戶座
猎户座飞船可承载四名宇航员，其研发历史可追溯到星座计划时期。2010年2月1日，美國總統奥巴马正式提议取消星座计划，并认为该计划“超预算、进度落后而且缺乏新意”。有關法案於同年10月成為法律，星座计划宣告終結。但獵戶座飞船的計劃獲得保留沿用至阿耳忒弥斯计划、現稱為獵戶座多功能載人飛船（MPCV）。

### 月球门户
月球门户是美国国家航空航天局计划中将于2020年代建造的太空站。该太空站将用作计划中深太空运输（设想中使用电推进及化学推进的载人可重复使用载具）去往目的地（例如火星）的中转站。如果计划实施，深太空门户将類似國際太空站，会以商业及国际合作的形式建造、运行和服务，作为对月表和火星进行无人、有人探测的集结地。

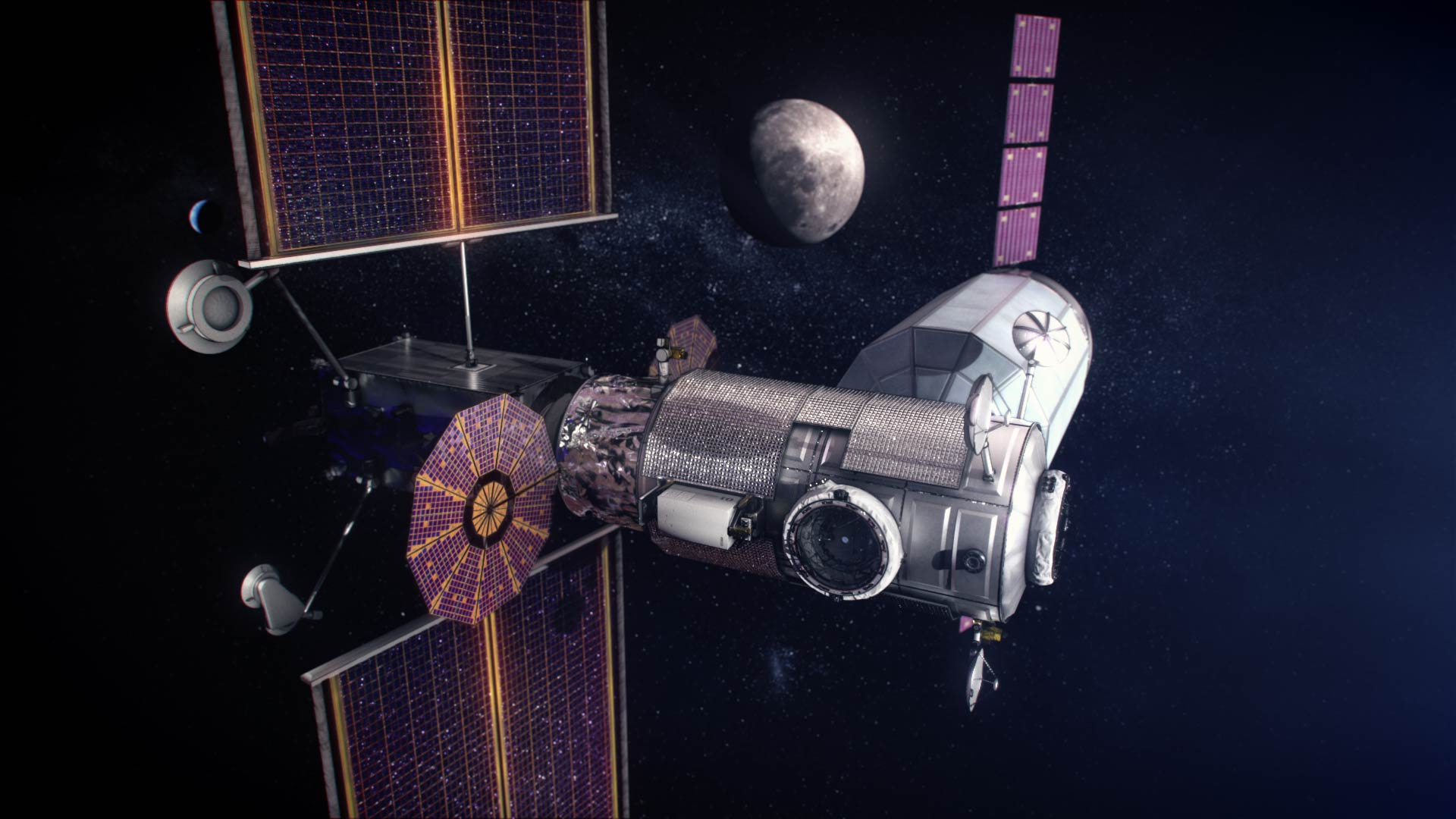
第一階段早期網關與動力和推進组件（左）、居住和後勤前哨（中心前景）、和貨運飛船（中心背景）的描繪。

- 能源与推进模块（PPE）用于为空间站和离子推进器发电，与HALO模块一同发射。
- 居住与后勤模块（HALO）为空间站提供长期居住的条件，提供一个猎户座飞船的对接口，与PPE一同在2027年由猎鹰重型发射。
- 欧洲燃料补给、基础设施与通信服务系统模块（ESPRIT）为空间站提供燃料、通信和一个货运飞船对接口。其第一部分Lunar Link随HALO一同发射，第二部分Lunar View将于2029年阿提米絲5號任务发射。
- 月球国际居住模块（Lunar I-HAB）是一个附加居住舱，将于2028年阿提米絲4號任务发射。
- 加拿大臂3是一对机器人遥控机械臂，一大一小，与航天飞机加拿大臂和国际空间站加拿大臂2大致相似。
- 乘员科学气闸舱用于支持舱外活动，并为深空运输航天器提供对接口，将于2031年由阿耳忒弥斯6号任务发射。

### 载人著陸系統

#### 星際飛船載人著陸系統
星際飛船載人著陸系統是SpaceX星艦的簡化版，僅用於在月球表面和LOP-G之間往返運送太空人和貨物。此版本的星艦因為只需往返月球軌道與月面，因此不需要安裝大氣再入所需的襟翼和隔熱盾。為了不揚起月塵，較小的著陸發動機將安裝在星艦的上半部分。

#### Dynetics載人著陸系統
Dynetics方法可實現近期的可重用性和可持續性，並提供強大的，商業支持的著陸能力，同時擁有針對棲息地，電力，熱力和其他子系統的經過飛行驗證的技術。該系統的乘員模塊旨在容納兩名乘員，以執行從月球軌道到月球表面和後部的任務，包括在地面停留約一周的時間。或者，它可以載送最多四名合適的機組人員往返月球表面。

#### 高級探索著陸器
高級探索著陸器是NASA小組的三階段著陸器概念，用作商業建議的設計參考。按照建議，在離開门户之後，轉換模塊會將機組人員帶到低月球軌道，然後分開，之後下降模塊將處理到月球表面的其餘旅程。最多四名機組人員可能需要花費長達兩週的時間在地面上，然後才能登上上升模塊，這將使他們返回網關。每個模塊的重量約為12至15公噸，將由商業發射器單獨交付並集成在深空門戶上。太空人將在月球上方大約1000至70,000公里（620至43,500英里）之間的網關近直線光暈軌道上登上著陸器，而圓形低軌道則高約100公里（62英里）。上升和轉移模塊均可設計為可重複使用，下降模塊留在月球表面。

##### 波音的著陸系統
這是一項設計月球著陸器和月球軌道太空船的建議，該太空船將使用美國航空暨太空總署正在開發的太空發射系統。該概念是對2019年5月美國航空暨太空總署（NASA）徵集約數十家公司進行月球著陸器設計的回應。

### 载人加压月球车
2020年7月10日，美国宇航局与日本政府签署了联合宣言，日本将利用其在希望號實驗艙等所累積的太空经验，在月球门户项目上为美国主导的月球探测计划提供协助。美国宇航局高級探索系統代理主任Mark Kirasich表示，目前的計劃是與日本JAXA和豐田汽車合作開發一款载人加压月球车，以支持太空人長達14天的旅行。截至2024年，月球巡洋舰的预计发射日期不早于2032年。

### Dragon XL
NASA選擇了SpaceX的Dragon XL，用於運載貨物到月球通道。Dragon XL將會使用獵鷹重型運載火箭發射。

## 運載火箭
根據NASA 於2020年5月概述並於2021年7月授予HLS 合約進行完善的早期任務概念，計畫支援阿耳忒彌斯計畫的主要地球發射運載工具將包括用於猎户座飞船的NASA太空發射系統火箭、獵鷹重型運載火箭用於月球门户的各種組件， 以及用於最終交付HLS車輛的星艦人類登陸系統配置。 其他標準 SpaceX 星際飛船稍後可能會用於滿足其他尚未確定的船員和/或貨物裝卸任務需求。 稍後還將使用額外的運載火箭來提供 CLPS 貨運服務。 歐洲亞利安6號運載火箭已被提議於2019年7月成為該計劃的一部分。
| 運載火箭          | 任務                                           | 有效載荷         | 有效載荷         | 每次發射的 預計成本     | 首次發射           |
| 運載火箭          | 任務                                           | 近地轨道 （LEO） | 地月转移 （TLI） | 每次發射的 預計成本     | 首次發射           |
| ----------------- | ---------------------------------------------- | ---------------- | ---------------- | ----------------------- | ------------------ |
| SLS Block 1       | 载人運輸                                       | 95 t             | 27 t             | US$20億                 | 2022年             |
| SLS Block 1B      | 载人運輸, I-HAB Gateway Module                 | 105 t            | 42 t             | US$20億                 | 開發中（2028年）   |
| SLS Block 2       | Crew transportation, Heavy payloads            | 130 t            | 45 t             | US$20億                 | 開發中（2029年後） |
| 獵鷹重型運載火箭  | Dragon XL launches, two Gateway modules, VIPER | 63.8 t           |                  | US$1.5億 （不回收版本） | 2018 年 2 月 6 日  |
| 火神火箭          | CLPS missions                                  | 27.2 t           | 12.1 t           | US$8.2億–20億           | 2024 年 1 月 8 日  |
| 獵鷹9號運載火箭   | CLPS missions                                  | 22.8 t           |                  | US$6200萬               | 2010年             |
| 电子号运载火箭    | CAPSTONE                                       | 0.3 t            |                  | US$750萬                | 2017年             |
| SpaceX星艦        | Starship HLS, heavy CLPS payloads              | 150 t            | 150 t            | US$200萬（目標）        | 2023 年 4 月 20 日 |
| 亞利安6號運載火箭 | Argonaut                                       | 21.6 t           |                  | €1.15億                 | 2024 年夏季        |

1. ↑  需要在近地轨道 (LEO)加油
2. ↑  每次發射。 可能需要加油發射

## 太空人
2020年1月10日，美國太空總署第22批宇航员 （昵称为“乌龟”）畢業並被分配到阿耳忒彌斯計畫。 該小組包括兩名加拿大太空局（CSA）宇航員。 該團體的暱稱來自於之前的宇航員團體“八球（The 8-Balls）”，這一傳統可以追溯到1962年的“水星计划七人”，隨後“新9人小组（Next Nine）”的綽號也隨之而來。 他們之所以被賦予這個名字，很大程度上是因為颶風哈維。 一些太空人將執行阿耳忒彌斯登月任務，並可能成為第一批飛往火星的機組人員。

## 計劃的月面作業

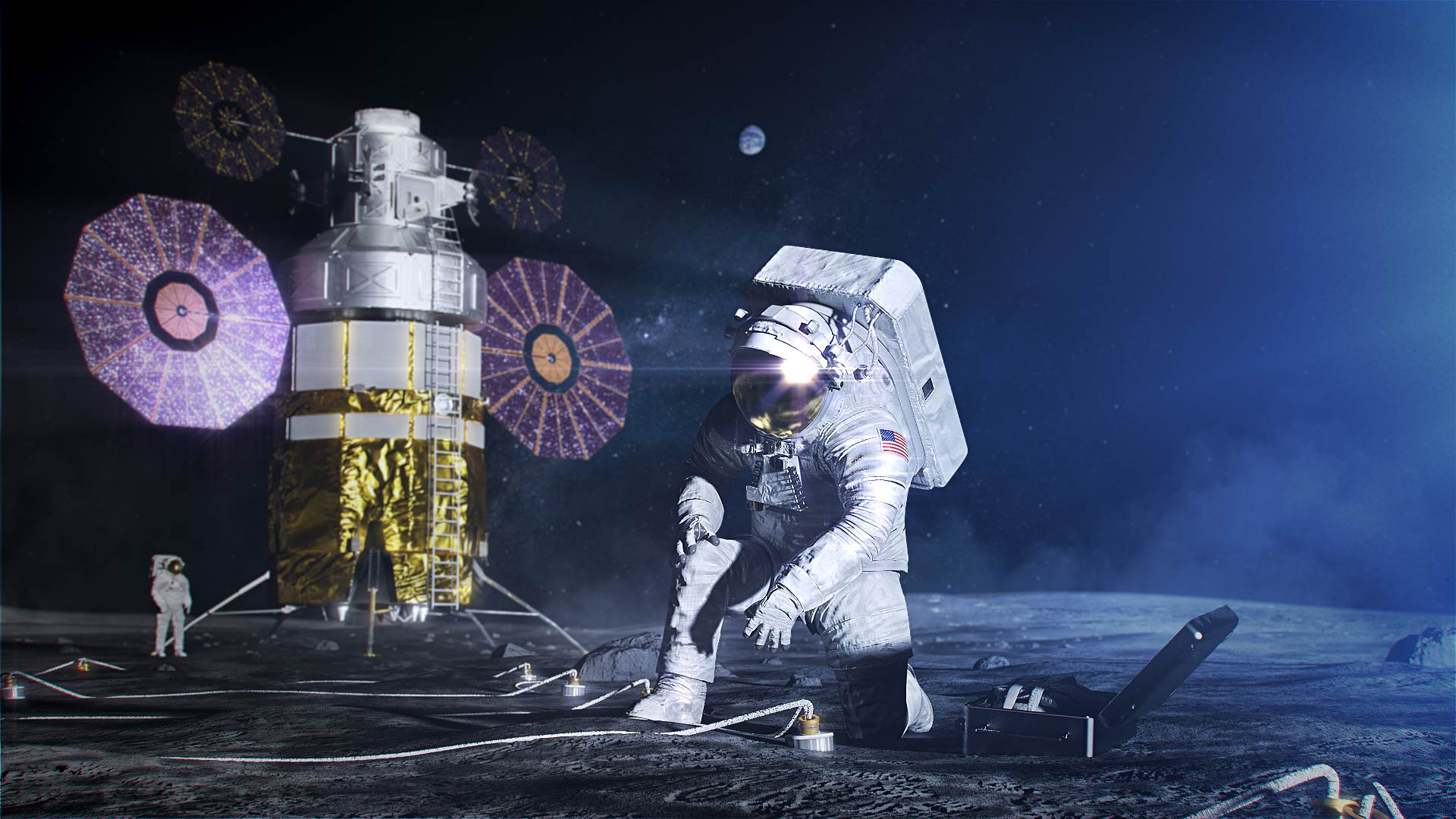
藝術家演繹的阿耳忒彌斯太空人在月球舱外活动（EVA）期間穿著 xEMU 航天服和 xPLS 生命維持背包

阿耳忒彌斯基地營（Artemis Base Camp）將支援長達兩個月的任務，並將用於研究未來月球或火星基地使用的技術，然後未來的固定模組可能會在政府和商業項目中定期使用數十年。它很可能是之前機器人任務已經訪問過的地點。它將由三個主要模組組成：
- 表面棲息地（The Surface Habitat , SH）模組，是月球第一批居民的最初居住結構和月表基地。
- 月球地形車（Lunar Terrain Vehicles, LTV）是一種無壓漫遊車，用於在基地附近運送合適的太空人和貨物。
- 加壓漫遊車 （Pressurized Rovers, PR） 是一種配有小型備用居住設施的加壓車輛，因此可以在距離基地數十公里之外進行多日和更遠距離的探索。[62]

## 專業月球設備開發

### 阿耳忒弥斯航天服
阿耳忒弥斯计划將使用2019年10月推出的兩種航天服：探索艙外机動裝置 （xEMU） ，和獵戶座乘員生存系統 （OCSS）。
2021年8月10日，美国宇航局监察长办公室的審計報告得出的結論是，航天服最早要到 2025 年 4 月才能準備好，這可能會推遲原定於2024年末執行的任務。作為對監察長報告的回應，SpaceX表示他們可以提供這些航天服。

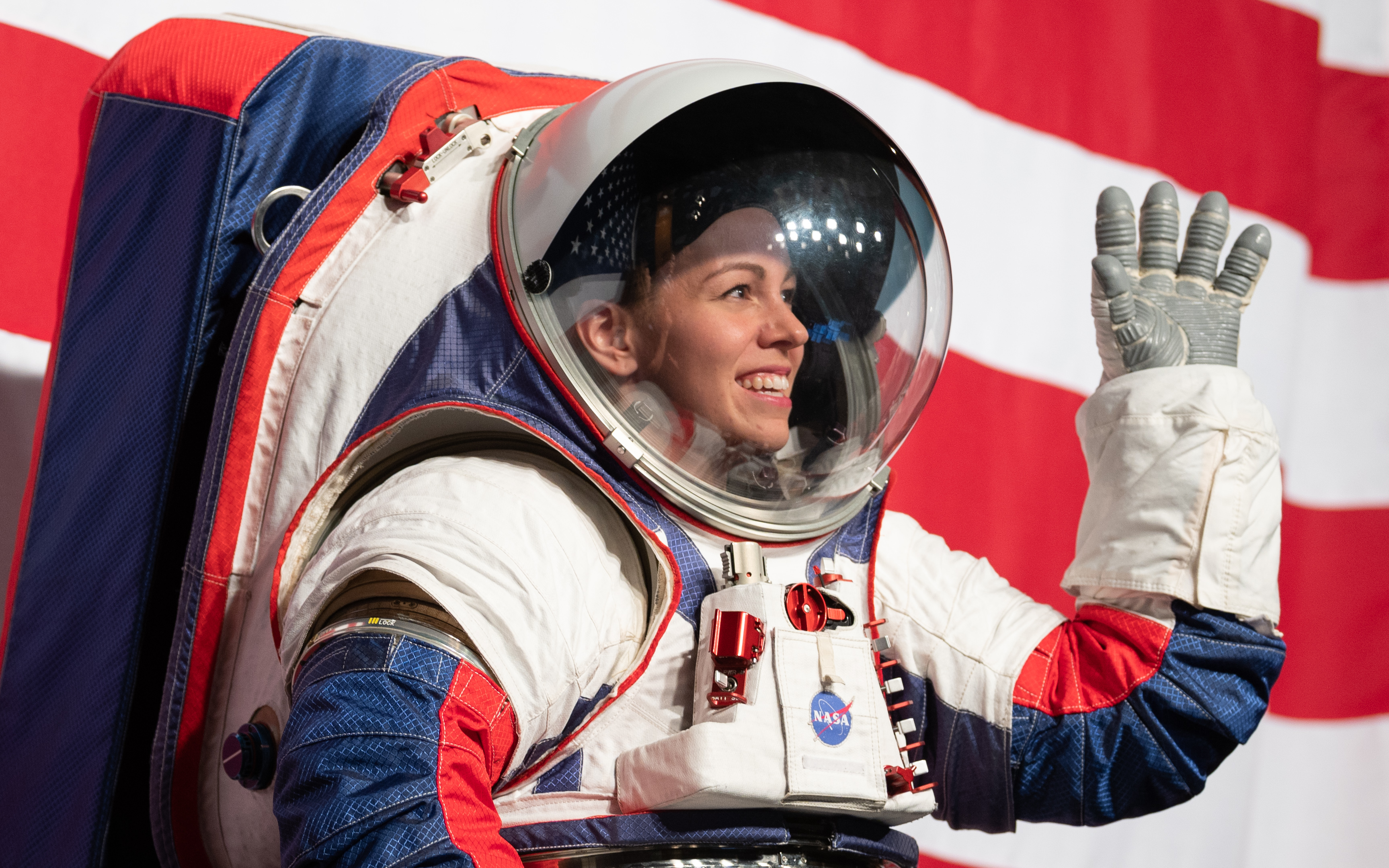
xEMU 航天服適合於月球表面舱外活动 （EVA）
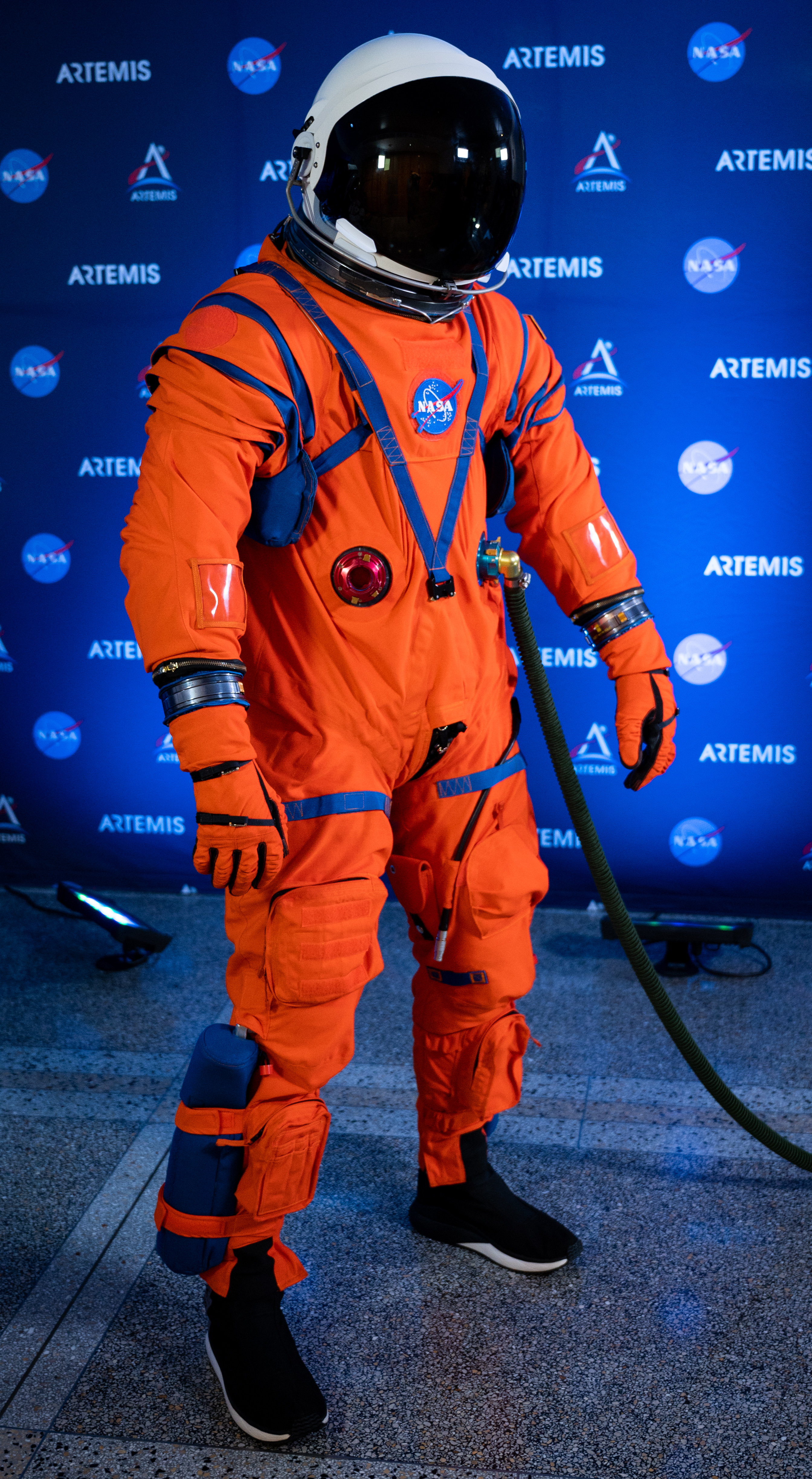
OCSS 航天服適合於發射和再入

## 任務飛行

### 阿耳忒彌斯1號-6號
截至2019年，所有載人任務均計畫由甘迺迪太空中心39號發射場的太空發射系統發射。目前的計畫要求從其他火箭和發射場發射一些輔助硬體。
| 任務        | Patch | 發射日期     | 乘員                                                    | 運載火箭     | 登陸器                    | 期間  | 目標                                                                           | 狀態 |
| ----------- | ----- | ------------ | ------------------------------------------------------- | ------------ | ------------------------- | ----- | ------------------------------------------------------------------------------ | ---- |
| 阿提米絲1號 |       | 2022年11月16 | 不適用                                                  | SLS Block 1  | 不適用                    | 25天  | 不載人的繞月球軌道並返回                                                       | 成功 |
| 阿提米絲2號 |       | 2026年4月    | - 里德·怀斯曼 维克多·格洛弗 克里斯蒂娜·科赫 杰里米·汉森 | SLS Block 1  | 不適用                    | ~10天 | 4人的月球飛掠                                                                  | 计划 |
| 阿提米絲3號 |       | 2027年中期   | 待公布                                                  | SLS Block 1  | 星艦人類登陸系統 Option A | ~30天 | 4人繞月，2人登月。                                                             | 计划 |
| 阿提米絲4號 |       | 2028年9月    | 待公布                                                  | SLS Block 1B | 星艦人類登陸系統 Option B | ~30天 | 4人繞月、登月、 並將I-HAB模組運送到月球門戶。                                  | 计划 |
| 阿提米絲5號 |       | 2030年3月    | 待公布                                                  | SLS Block 1B | 蓝色起源 蓝月着陆器       | ~30天 | 使用月球地形車登陸月球，並將 ESPRIT 加油模組運送到月球門戶，然後進行載人登月。 | 计划 |
| 阿提米絲6號 |       | 2031年3月    | 待公布                                                  | SLS Block 1B | 待公布                    | ~30天 | 登陸月球運送乘員和科學氣閘模組。                                               | 计划 |

### 提議的阿耳忒彌斯7號-11號
| 任務       | 發射日期       | 乘員   | 運載火箭     | 期間   | 目標（建議）                               |
| ---------- | -------------- | ------ | ------------ | ------ | ------------------------------------------ |
| Artemis 7  | 2032年3月      | 待公布 | SLS Block 1B | ~30天  | 將居住移動平台（月球巡洋艦）運送到月球表面 |
| Artemis 8  | 2033年         | 待公布 | SLS Block 1B | ~60天  | 登月並提供月球表面後勤保障和地表基礎棲息地 |
| Artemis 9  | 2034年         | 待公布 | SLS Block 2  | ~60天  | 登月並提供額外的月球表面物流               |
| Artemis 10 | 2035年（計畫） | 待公布 | SLS Block 2  | <180天 | 登月－長期停留與月球表面物流的交付         |
| Artemis 11 | 2036年（計畫） | 待公布 | SLS Block 2  | ~365天 | 月球生活－擴大月球表面基地和乘員輪班       |

## 图片库

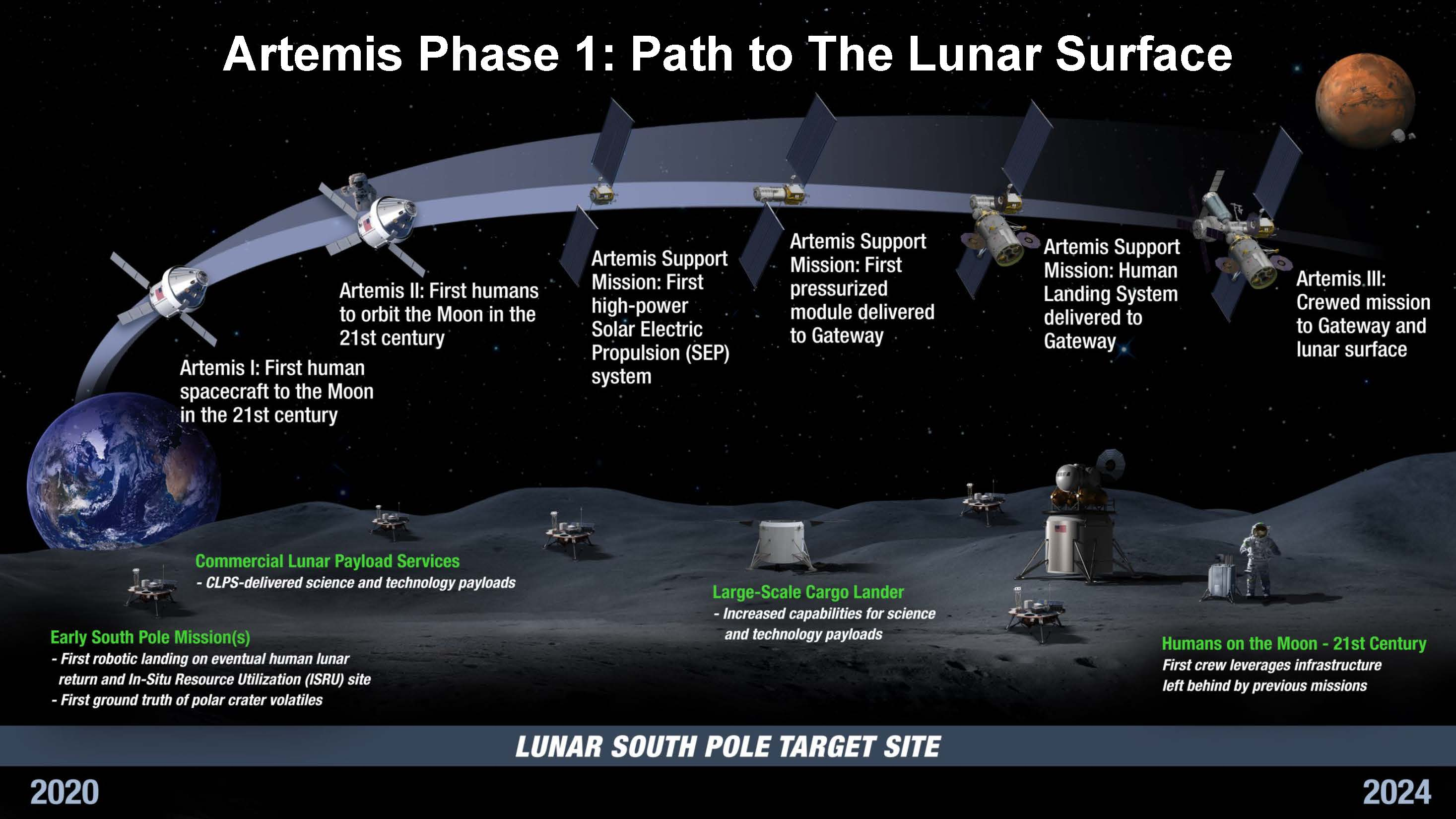
計劃的阿耳忒弥斯計劃任務
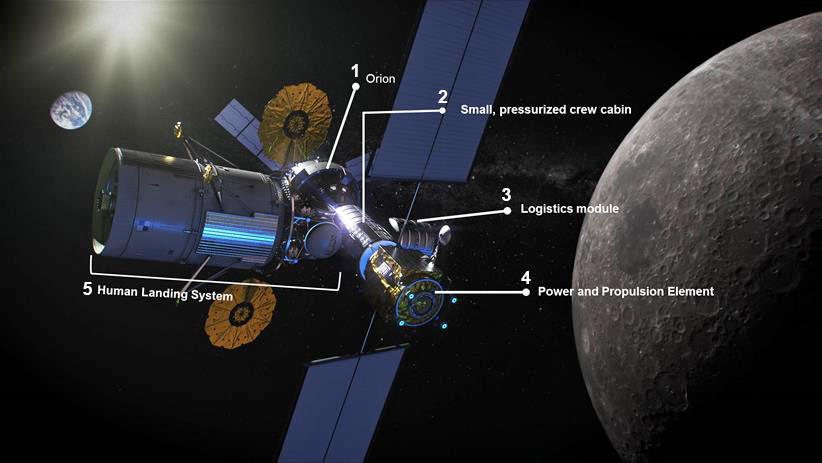
第1階段门户，Orion 和 HLS 停靠在Artemis 3上
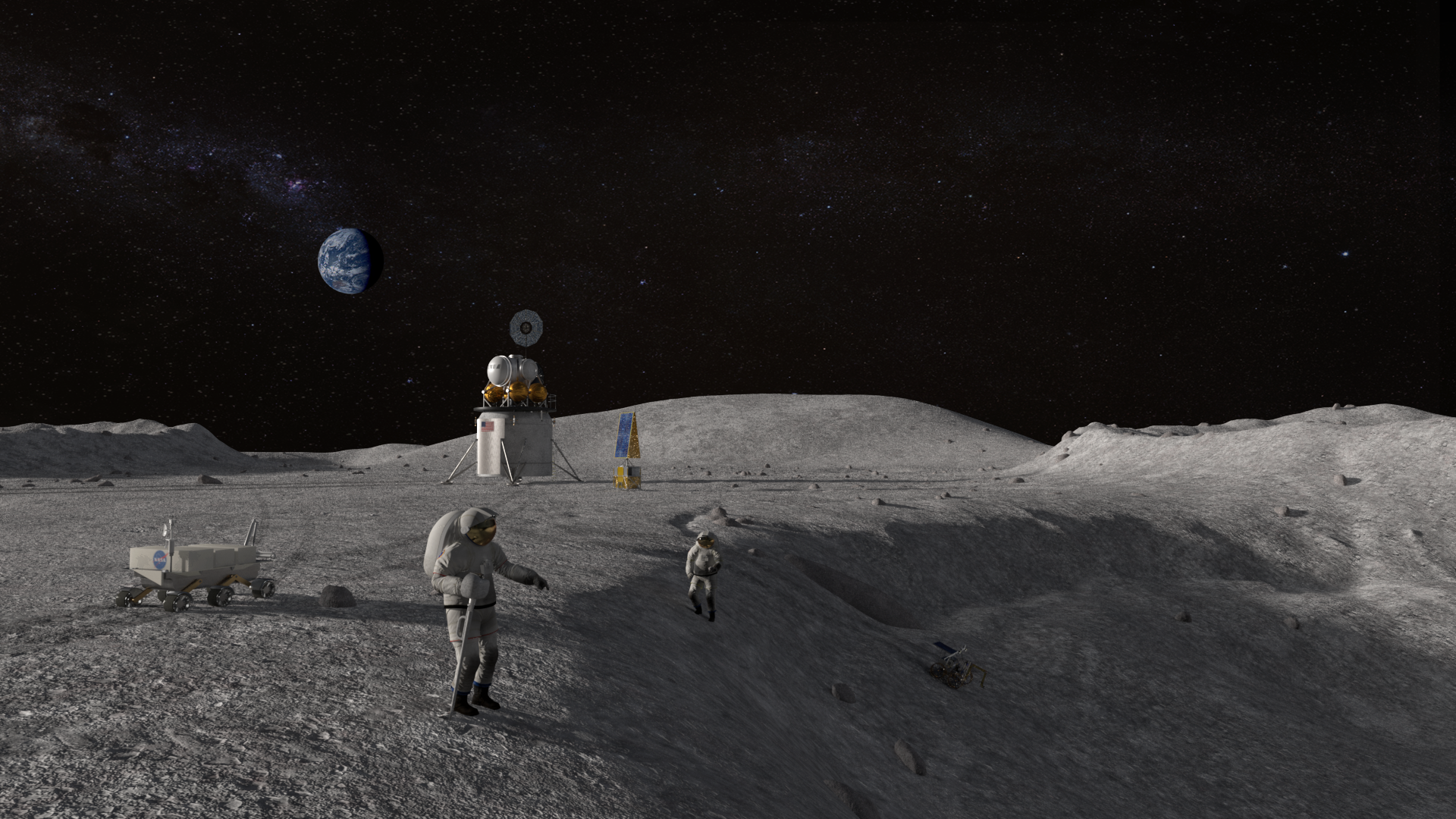
月面作業的概念
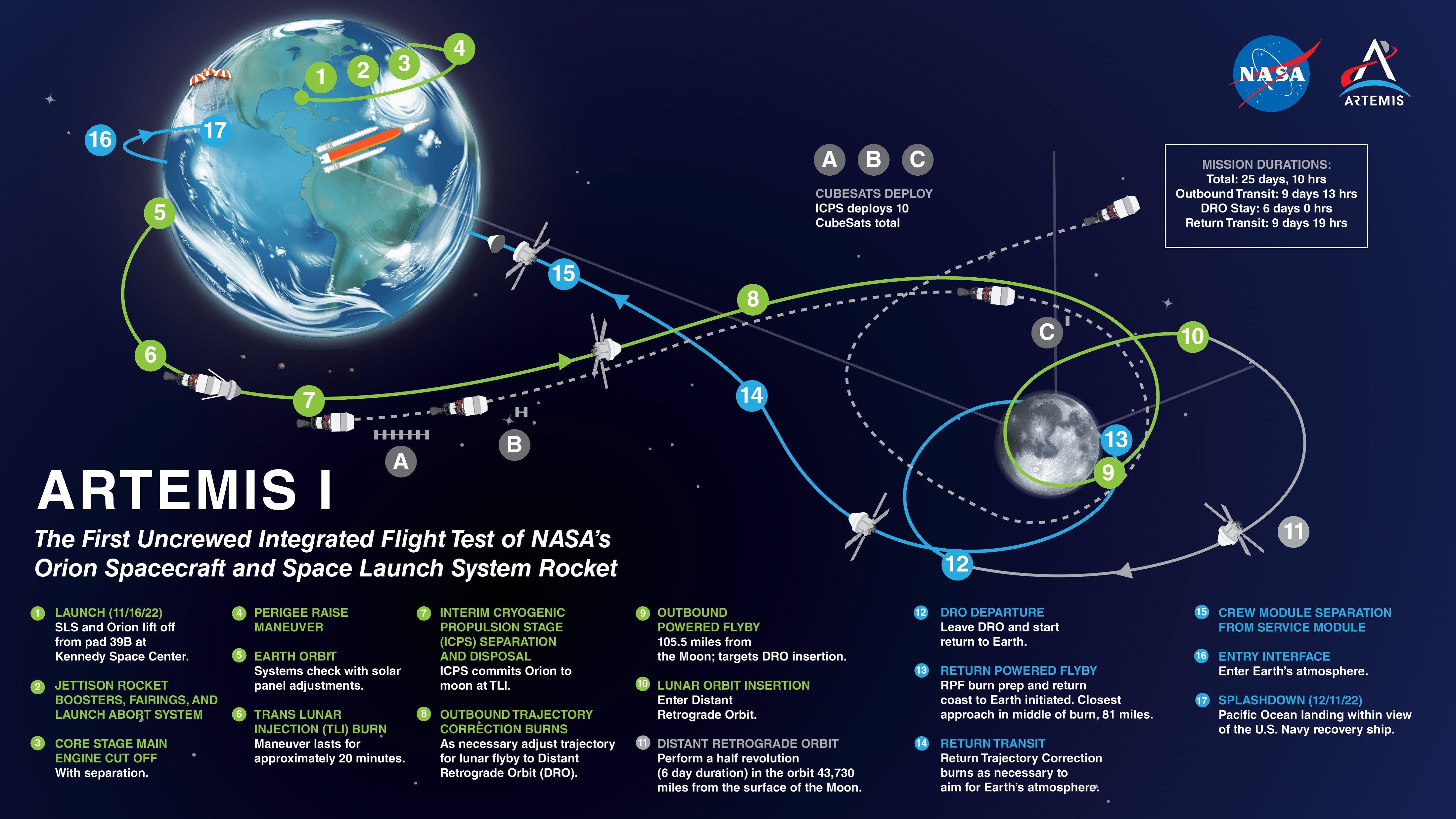
阿耳忒弥斯1号飛行路線
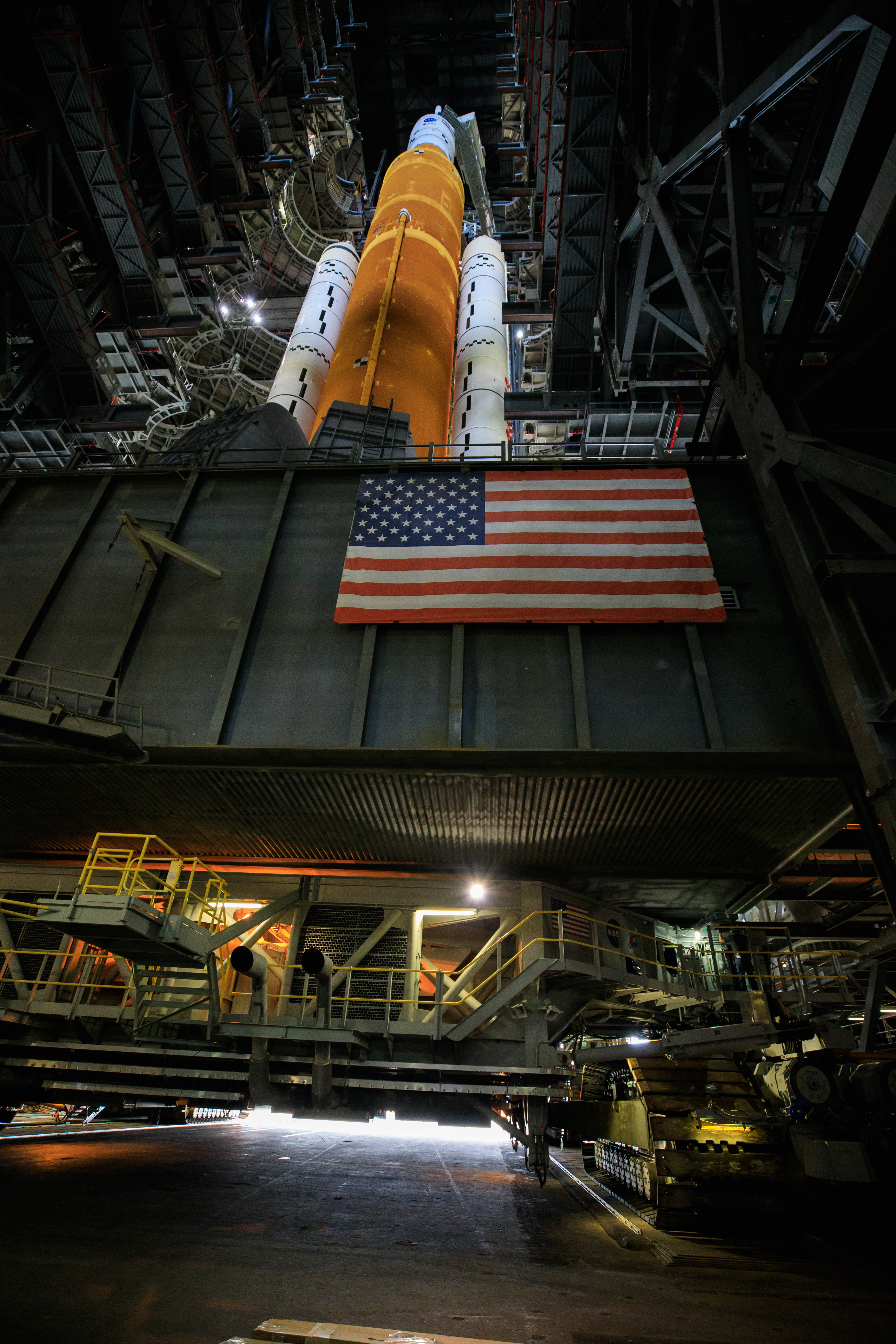
在移动发射器平台（MLP）上的SLS被航天飞机运输车运离VAB

## 与《阿耳忒弥斯协定》的关系
阿耳忒弥斯计划是一项太空计划，计划各方实际参与如航天器建造工作等的内容。《阿耳忒弥斯协定》是一个政治协议，协议各方展现对月球开发的政治立场，但不涉及参与具体的登月计划。

## 外部連結
- NASA-阿耳忒弥斯计划网站
- NASA-Moon to Mars网站
- Monthly report （页面存档备份，存于） by the Exploration Systems Development （ESD）